# Il re della prateria (romanzo)
Il re della prateria è un romanzo di Emilio Salgari, pubblicato da Bemporad nel 1896 con illustrazioni di Giuseppe Garibaldi Bruno.

## Trama
Nei primi giorni di aprile 1842, in una taverna di Rio Janeiro, il barone di Chivry si accorda con il capitano Nunez, un negriero spagnolo, per trasportare nel golfo del Messico il sedicenne marchesino Almeida Mendoza y Araniuez, che di Chivry stesso rapisce dalla sua tenuta nei pressi di Porto Alegre. Durante la navigazione Almeida riesca a tuffarsi dal brick di Nunez e attirare l'attenzione di un incrociatore inglese, ma i negrieri uccidono i soldati saliti a controllare la situazione e danneggiano la goletta in modo da sfuggirle. Il ragazzo, narcotizzato, viene sbarcato alla foce del Rio San Fernando e affidato ad un cacciatore di prateria che, assieme a quattro apaches, lo porterà al capo Grand'Aquila. Ma mentre tentano di raggiungere l'Europa, i negrieri vengono intercettati dall'incrociatore inglese e i due equipaggi si massacrano a vicenda. Il barone, morente, scrive una lettera e la getta in mare sigillata in una scatola di latta. 
Nel 1852, la scatola di latta, ripescata nei paraggi delle isole Fär-öer, viene recapitata in Brasile al marchese don Inigo Mendoza de Cabrera: contiene la storia del rapimento del nipote per ordine di un capo apache che viveva tra il Rio San Juan, il Rio Chelle e le Sierre Tuneka e Carriso. Dopo aver venduto la fazenda e le poche piantagioni rimaste ad Almeida, la cui fortuna era stata dilapidata da un fratellastro, il marchese si reca a Monterey con il fedele servo Gaspardo. Qui ingaggia la guida Garcia Sanchez e sei arrieros con i muli per i viveri. Attraversano montagne, praterie e deserti fino al Rio Virgin, dove Gaspardo viene catturato dagli indiani. Li inseguono e si presentano all'accampamento degli apaches, il cui capo il Saltatore si mostra inizialmente amichevole, ma poi li prende prigionieri. Sanchez riesce a balzare a cavallo e sfuggire alla cattura per raggiungere un accampamento presso la Sierra Carriso, dove finalmente trova il Re della prateria, erede di Grand'Aquila: si tratta proprio di Almeida, diventato capo degli apaches per volere del fratellastro che, avendo ottenuto ricchezze e prestigio presso gli indiani, voleva farsi perdonare di averlo rovinato. Il Re della prateria organizza una spedizione di guerrieri con cui libera lo zio e gli altri uomini venuti a cercarlo. I brasiliani e Sanchez restano con gli apaches, mentre gli arrieros verranno riaccompagnati oltre il deserto con un ricco premio in oro.